# Old Hundred (Carolina del Norte)
Old Hundred es un lugar designado por el censo ubicado en el condado de Scotland en el estado estadounidense de Carolina del Norte. La localidad en el año 2010, tenía una población de 287 habitantes.

## Geografía
Old Hundred se encuentra ubicado en las coordenadas 34°49′28.17″N 79°35′31.73″O / 34.8244917, -79.5921472.